# Bielany (Lublin)
Pour les articles homonymes, voir Bielany.
Bielany (prononciation : [bʲɛˈlanɨ]) est un village polonais de la gmina de Łomazy dans le powiat de Biała Podlaska de la voïvodie de Lublin dans l'est de la Pologne.
Il se situe à environ 6 kilomètres au nord-ouest de Łomazy (siège de la gmina), 12 kilomètres au sud de Biała Podlaska (siège du powiat) et 85 kilomètres au nord-est de Lublin (capitale de la voïvodie).

## Histoire
De 1975 à 1998, le village est attaché administrativement à la voïvodie de Biała Podlaska.

Depuis 1999, il fait partie de la voïvodie de Lublin.